# Surah
Surah je obchodní označení tkaniny z hedvábné nebo filamentové příze v keprové vazbě.
Hedvábný surah váží 120–160 g/m2, pro surah z umělých vláken se udává hmotnost 330 g/m2. Zesílený kepr tvoří na povrchu plastickou diagonální strukturu. Při husté dostavě má látka příjemný měkký omak a dobře splývá.
Tkaniny s úzkým žebrováním se nazývají „surah-fine-côté“ a se širokým žebrováním „surah-grosse-côté“. Použití: šaty, halenky, šály, kravaty 